# Ayse Erzan
Ayşe Erzan (Ankara, 1949) é uma física teórica turca. Recebeu vários prémios, incluindo o Prémio L'Oréal-UNESCO para Mulheres na Ciência em 2003 e o Prémio Rammal em 2009. 

## Biografia
Ayşe Erzan nasceu em 1949 em Ankara. Após os estudos secundários em Istambul, Erzan frequentou o Bryn Mawr College, nos Estados Unidos, onde se licenciou em 1970. Obteve um doutoramento em física na Universidade de Stony Brook em 1976. 
Erzan regressou a Ancara e passou um ano na Universidade Técnica do Médio Oriente como membro do departamento de física. Em 1977, ingressou na Universidade Técnica de Istambul. Durante esse período, esteve envolvida nos movimentos pacifistas e feministas. Após o golpe de Estado turco de 1980, deixou o país. 
De 1981 a 1990, Erzan trabalhou e leccionou em várias instituições de investigação e universidades. De 1981 a 1982, trabalhou no Departamento de Física Teórica da Universidade de Genebra. De 1982 a 1985, foi professora assistente convidada na Universidade do Porto, em Portugal. De 1985 a 1987, foi bolseira Alexander von Humboldt no Departamento de Física Teórica da Universidade de Marburg. De 1987 a 1990, trabalhou como investigadora na Universidade de Groningen. Durante um curto período, foi bolseira de investigação no Centro Internacional de Física Teórica, em Trieste, antes de regressar à Universidade Técnica de Istambul em 1990. Continuou também a sua investigação no Instituto Feza Gürsey. 

## Prémios e reconhecimento
Em 1997, recebeu o prémio científico do TÜBİTAK (Conselho de Investigação Científica e Tecnológica da Turquia). 
Erzan recebeu o Prémio L'Oréal-UNESCO para Mulheres na Ciência em 2003 e o Prémio Rammal em 2009. 
Pelo seu empenhamento ao longo da vida em prol dos direitos humanos, foi distinguida com o Prémio Andrei Sakharov 2020, pela Sociedade Americana de Física. 
É membro da Academia Mundial das Ciências e da Sociedade da Academia de Ciências da Turquia, e faz parte dos conselhos editoriais do Journal of Statistical Physics e do European Physical Journal B. 

## Ligações Externas
- Arquivos RTP | Ayse Erzan entrevistada pela jornalista Ana Sousa Dias, no programa Por Outro Lado (2003)